# Циркин, Юлий Беркович
Юлий Беркович Циркин (20 апреля 1935, Ленинград — 3 февраля 2022) — советский и российский историк, антиковед и востоковед, доктор исторических наук, профессор. Иностранный член Королевской академии истории (Мадрид).

## Биография
Отец учёного — Берк Лейбович Циркин, погиб 10 декабря 1941 года в боях за Ленинград. Мать — Дора Михайловна Давидович, эвакуировалась из города только летом 1942 года, пережив блокаду. Сам Ю. Б. Циркин был эвакуирован в Сталинград вместе с дедом и бабушкой, откуда вновь пришлось эвакуироваться в июле 1942 года. Бабушка умерла в Стерлитамаке, Ю. Б. Циркин вместе с дедом оказался в деревне Веселовка в Чувашии. Позже семья воссоединилась, а в сентябре 1945 года вернулась в Ленинград.
Основные даты биографии:
- 1953 — окончание 301-й мужской школы г. Ленинграда.
- 1954 — не прошёл по конкурсу в ЛГПИ им. Герцена и призван в Советскую армию.
- 1958 — поступление на исторический факультет ЛГУ.
- 1962 — женитьба на однокурснице Людмиле Павловне Гороховской.
- 1963 — окончание университета, поступление в аспирантуру.
- 1968 — защита кандидатской диссертации.
- 1970 — начало работы в НовГУ (тогда — Новгородский государственный пединститут).
- 1971 — старший преподаватель.
- 1974 — доцент.
- 1972 — первая зарубежная публикация.
- 1976 — первая монография («Финикийская культура в Испании»).
- 1978 — докторская диссертация.
- 1980 — присвоение ВАКом докторской степени.
- 1980 — профессор
- 1981—1992 — заведующий кафедрой всеобщей истории.
- 1989 — приглашение для чтения лекций в Испанию.
- 2000 — награждён Медалью имени Ярослава Мудрого III степени НовГУ им. Ярослава Мудрого[1].

Скончался 3 февраля 2022 года.

## Научная деятельность
Ю. Б. Циркин, заинтересовавшись историей Испании ещё в университете, посвятил ей множество научных трудов (по словам д. и. н. А. Б. Егорова, «можно сказать, что именно он открыл российскому читателю древнюю Испанию»). Кроме истории Испании, в круг научных интересов входят история греческой колонизации, история и культура Финикии и главной финикийской колонии — Карфагена, политическая история Рима эпохи гражданских войн I века до н. э., переход от античности к Средневековью. Кандидатская диссертация — «Фокейцы на Западе (VII—IV вв. до н. э.)» (1968). В 1976 году вышла первая монография — «Финикийская культура в Испании», а в 1978 году в ЛГУ была защищена докторская диссертация «Финикийцы в Испании. К проблеме культурных контактов в древнем Средиземноморье» (оппоненты — Б. Б. Пиотровский, И. С. Свенцицкая, Э. Д. Фролов). В 1980—1990-е годы Ю. Б. Циркиным разрабатывалась тема истории Карфагена и Испании соответствующего периода, изучалась древнеримская религия. В середине — второй половине 2000-х годов исследователь рассматривал проблемы поздней античности: переход от античности к Средневековью в Испании, кризис Римской империи III века.
Работы Ю. Б. Циркина часто публиковались в европейских изданиях (журналы Rivista di Studi Finici, Oikumene, Studia Phoenicia, Klio и др.) В 1988 году в Триполи была переведена на арабский язык монография Ю. Б. Циркина «Финикийская культура в Испании».
Большое признание Ю. Б. Циркин получил в Испании, куда был приглашён в 1989 году для чтения лекций в университетах Мадрида, Кордовы, Алькала-де-Энареса.